# Cornopteris
Cornopteris, rod papratnica, dio porodice Athyriaceae; 4 vrste i 1 hibrid.
Rod je raširen po Istočnoj i sjevernoj tropskoj Aziji i Kini. Na popisu je 14 vrsta i jedan hibrid
Fraser-Jenkins et al. (2018) iznijeli su jak argument za držanje roda odvojenim od roda Athyrium, a potkrijepljeno je molekularnim rezultatima (Wei et al. 2017.)

## Vrste
1. Cornopteris approximata W. M. Chu
2. Cornopteris atroviridis (Alderw.) M. Kato
3. Cornopteris badia Ching
4. Cornopteris banajaoensis (C. Chr.) K. Iwats. & M. G. Price
5. Cornopteris christenseniana Tagawa
6. Cornopteris crenulatoserrulata (Makino) Nakai
7. Cornopteris decurrentialata (Hook.) Nakai
8. Cornopteris major W. M. Chu
9. Cornopteris masachikana Kurata
10. Cornopteris omeiensis Ching
11. Cornopteris opaca (D. Don) Tagawa
12. Cornopteris philippinensis M. Kato
13. Cornopteris pseudofluvialis Ching & W. M. Chu
14. Cornopteris seramensis M. Kato
15. Cornopteris × undulatipinnula (Seriz.) Nakaike

## Sinonimi
- Athyrium subgen.Cornopteris (Nakai) Seriz.